# Dentocorticium irregulare
Dentocorticium irregulare är en svampart som beskrevs av Ryvarden 1978. Dentocorticium irregulare ingår i släktet Dentocorticium och familjen Polyporaceae.   Inga underarter finns listade i Catalogue of Life.